# アルピコ交通20100形電車
アルピコ交通20100形電車（アルピコこうつう20100がたでんしゃ）は、アルピコ交通が2022年（令和4年）より上高地線で運用している通勤形電車である。

## 概要
1999年から上高地線で運用されてきた3000形車両の経年による置き換えとして、東武鉄道20400型の改造対象から外れた東武20000系電車（20000型・20050型）の中間車を京王重機整備で改造した上で、制御電動車モハ20100形 - 制御車クハ20100形の2両編成が導入された。
2021年度は1編成が譲渡・改造され、2021年12月28日に新村車両所へ搬入の後、試験調整や乗務員訓練を経て2022年3月25日に営業運転が開始された。2024年度までに1編成ずつ導入して、最終的に3000形の全編成（2両編成4本）を置き換えた。
なお、東武鉄道の車両が他の鉄道事業者に譲渡されたのは、1995年（平成7年）から1996年（平成8年）にかけて上毛電気鉄道へ譲渡された3050系電車以来、約25年ぶりのことである。

## 沿革
- 2021年（令和3年）12月28日 - 第一編成（モハ20101＋クハ20102）が新村車両所に搬入。
- 2022年（令和4年）
  - 3月25日 - 第一編成が営業運転を開始。
  - 6月10日 - 災害復旧による運転再開により松本駅 - 渚駅間に同系列が初入線。
  - 12月12日 - 第二編成（モハ20103＋クハ20104）が新村車両所に搬入。
- 2023年（令和5年）
  - 3月18日 - 第二編成が営業運転を開始。
  - 12月11日 - 第三編成（モハ20105＋クハ20106）が新村車両所に搬入。
- 2024年（令和6年）3月16日 - 第三編成が営業運転を開始[8]。
  - 12月9日 - 第四編成 (モハ20107＋クハ20108）が新村車両所に搬入。

- 2025年（令和6年）
  - 3月23日 - 第四編成が営業運転を開始[9]。

## 主な改造点
モハ20100形は20050型中間車（モハ25850）を、クハ20100形は20000型中間車（モハ24800・モハ26800）をそれぞれ種車としている。いずれも元中間車を先頭車とするため、運転台を新設している。2025年3月23日に最後の編成が営業運転を開始し全車両の置換が完了したことによりアルピコ交通の車両は全てアルナ工機製となった。

### 外観
全4編成の前面は3000形と同様の、白色をベースに紫色・ピンク色・山吹色・緑色・赤色の斜めストライプ（「ダイナミックストライプ」）と「Highland Rail」ロゴが入ったアルピコカラーをまとう。窓ガラス周りは黒色に塗装され、上部に前照灯・尾灯と行先表示器が設置されている。ワンマン運転時のホーム視認用のサイドミラーを左右に取り付けている。また、雪対策としてスノープラウを設置した。第二編成（モハ20103＋クハ20104）から前面下部のステップ形状が変更、さらにステップ上部両側に取っ手が装備されている。第三編成（モハ20105＋クハ20106）から前面車番書体が変更されている。
第一編成（モハ20101＋クハ20102）と第二編成（モハ20103＋クハ20104）の側面はステンレス無地に青色（アルピコブルー）の帯を窓下腰部と雨樋下に巻き、妻（連結面）寄りには帯と同色の大きな「ALPICO」ロゴを配置した。
第三編成（モハ20105＋クハ20106）は「なぎさTRAIN」の後継となる「2代目なぎさTRAIN」として、側面は「ALPICO」のロゴではなく「渕東なぎさ」のイラストが多数描かれている。車体のラッピング費用の一部は、クラウドファンディングで集めた。後に正面車番を先に引退した3000形各車と一部は元京王3000系を運行している事業者様から譲り受けた金属製のものに再変更。
第四編成（モハ20107+クハ20108）は車両譲渡元である東武鉄道とのコラボレーションにより、東武20000系時代の外観をイメージした「TOBU×ALPICOコラボトレイン」として、帯色・前面ステップにえんじ色のカラーリングを採用している。また、車内も他の編成とは異なる木目調となっている。
行先表示器は前面・側面ともフルカラーLEDで、アルピコ交通の車両で初めての採用となる。
クハ20100形にはシングルアーム式のパンタグラフを2基、モハ20100形には1基それぞれ取り付けられている。クハ20100形に2基搭載とした理由は、SIV（補助電源装置）に安定して電力を供給するためである。またモハ20100形のパンタグラフは集電用ではなく霜取り用である。

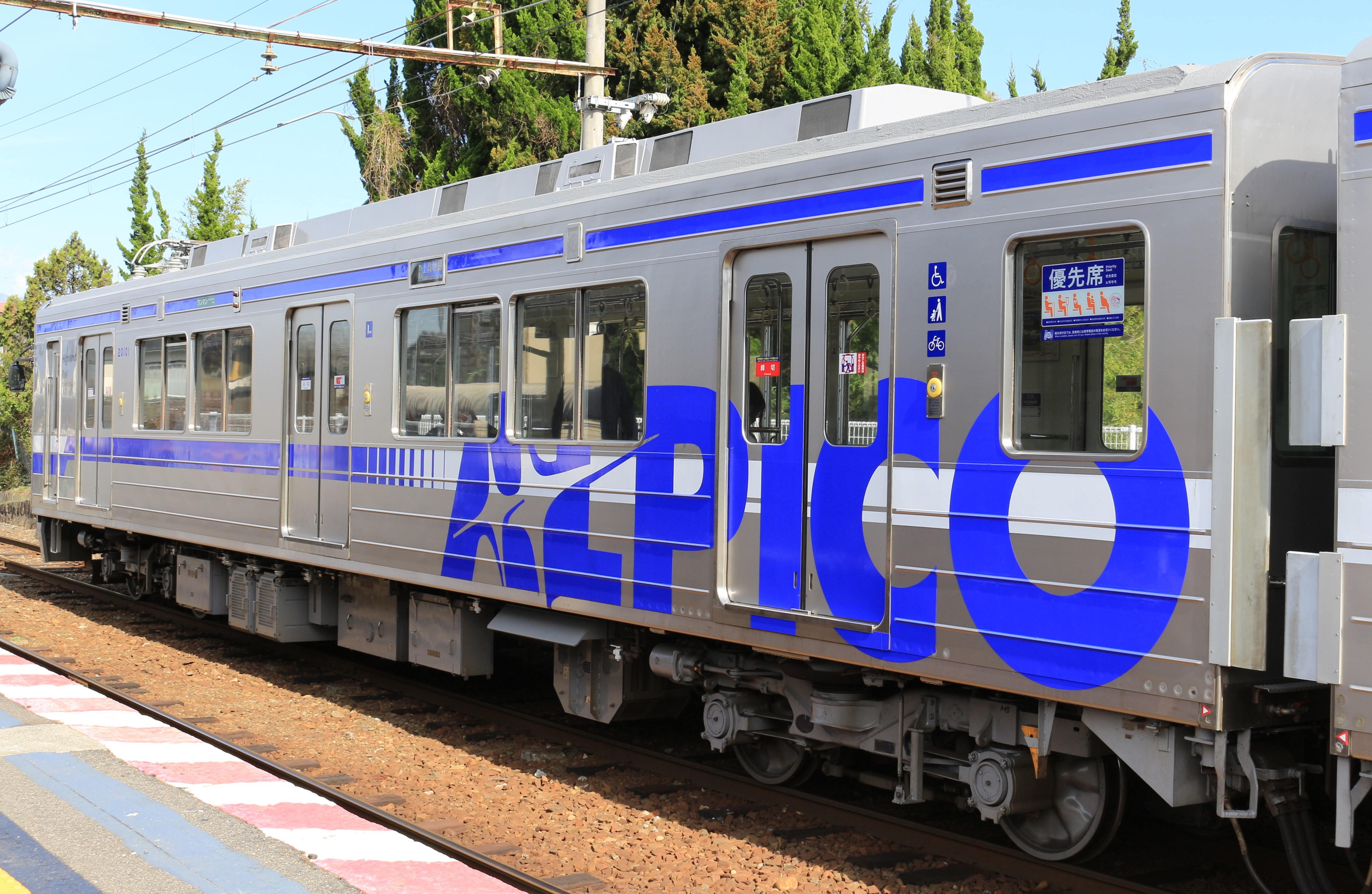
モハ20100形
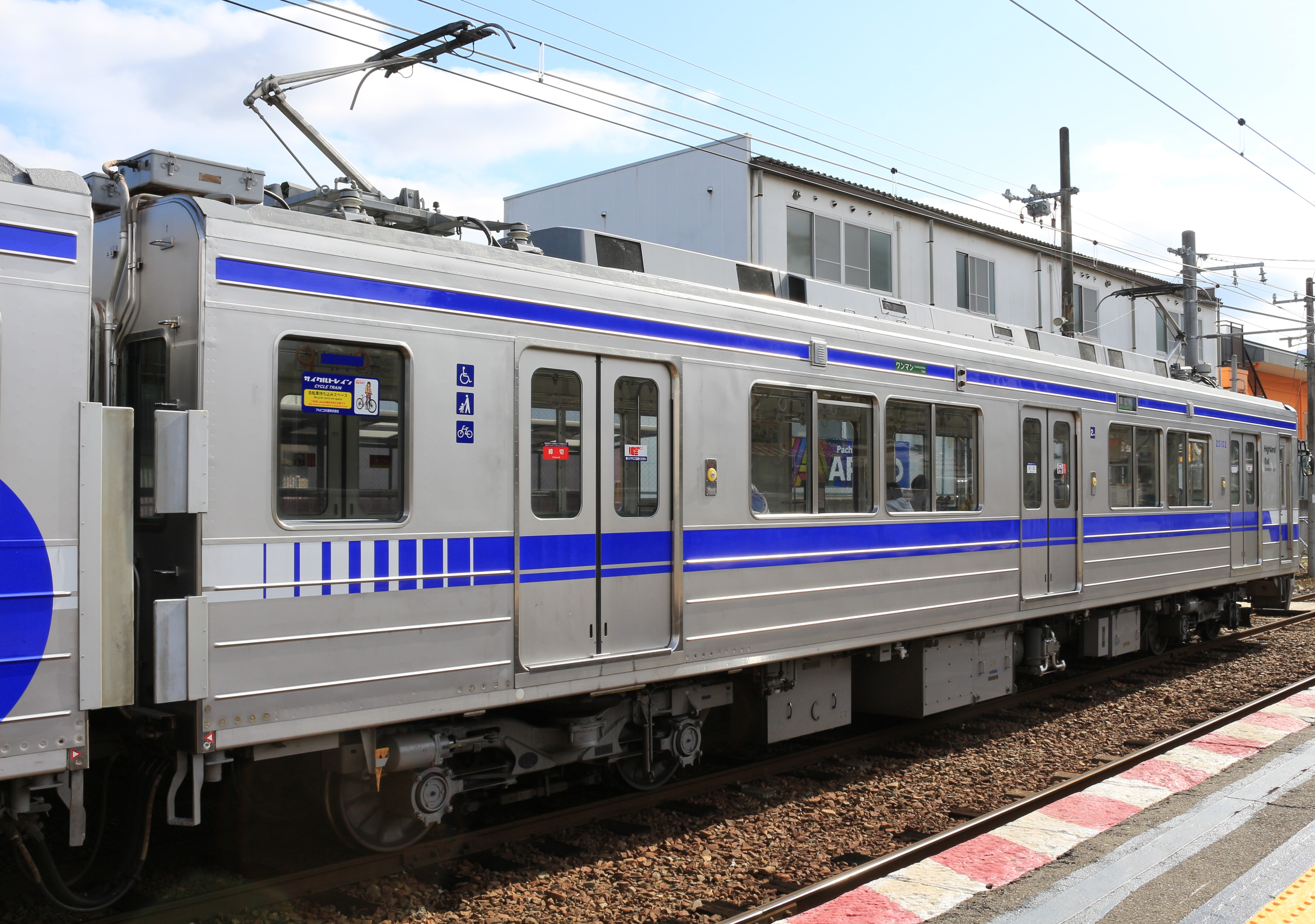
クハ20100形
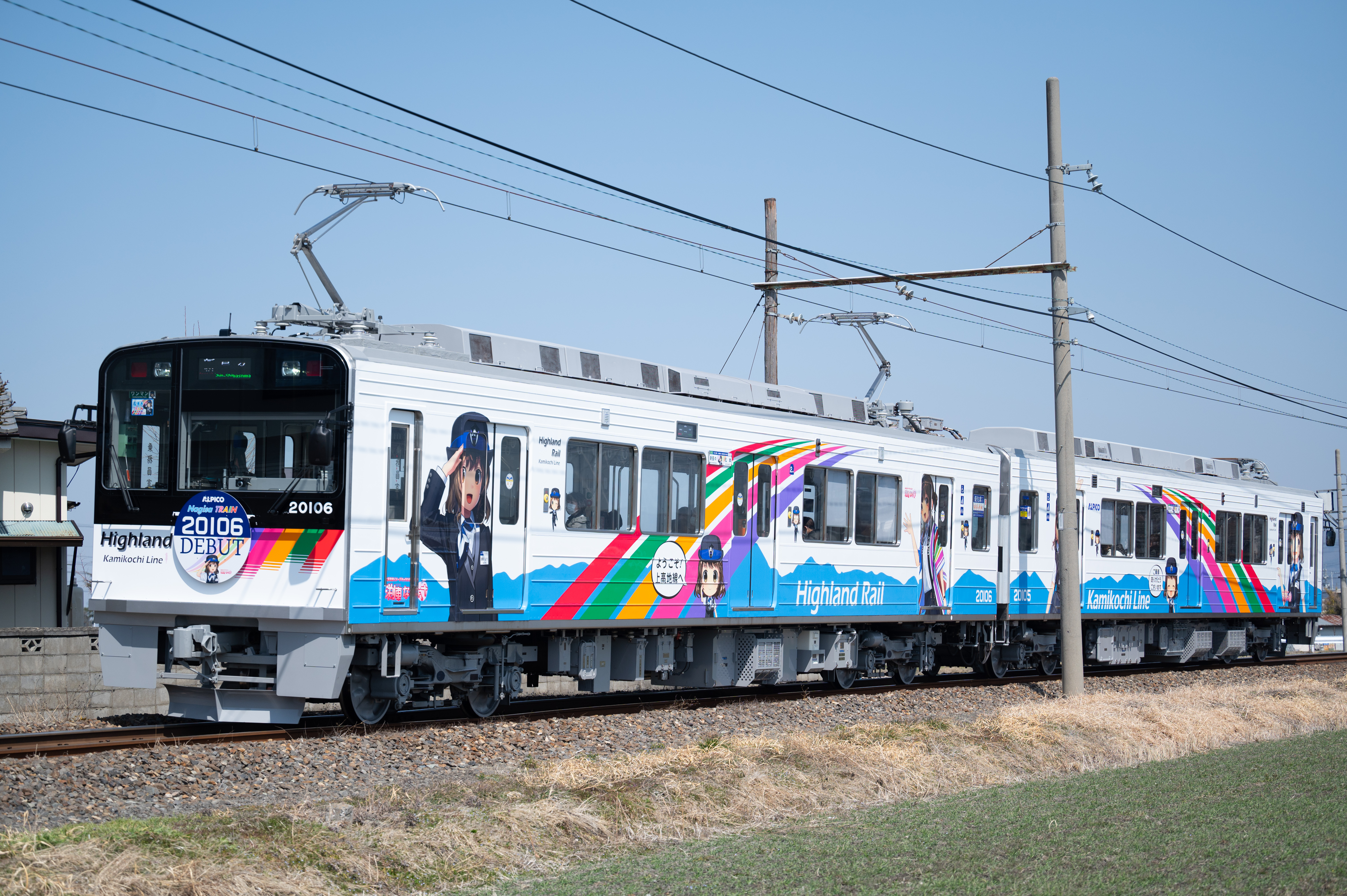
第3編成 2代目「なぎさTRAIN」
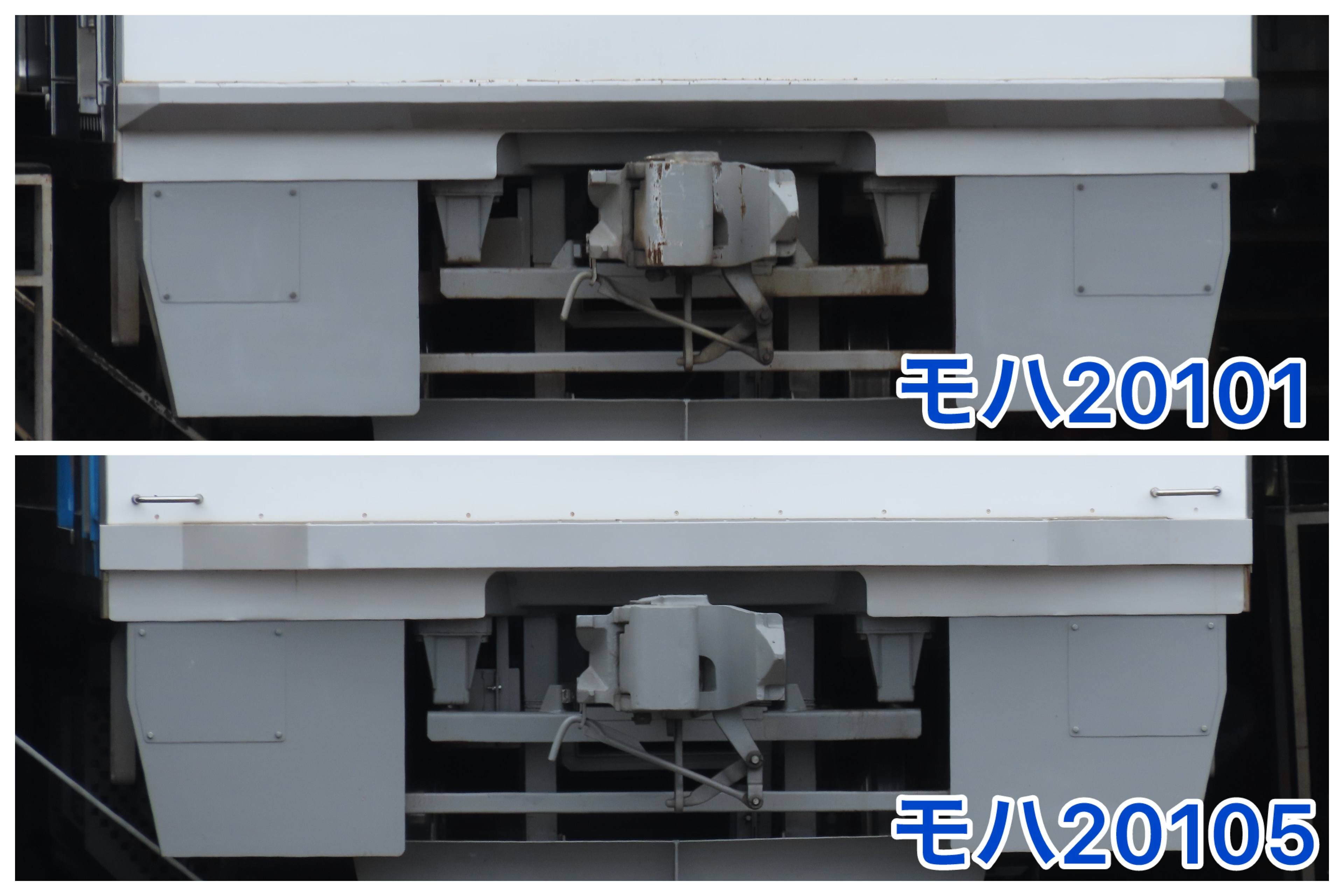
前面ステップの差異
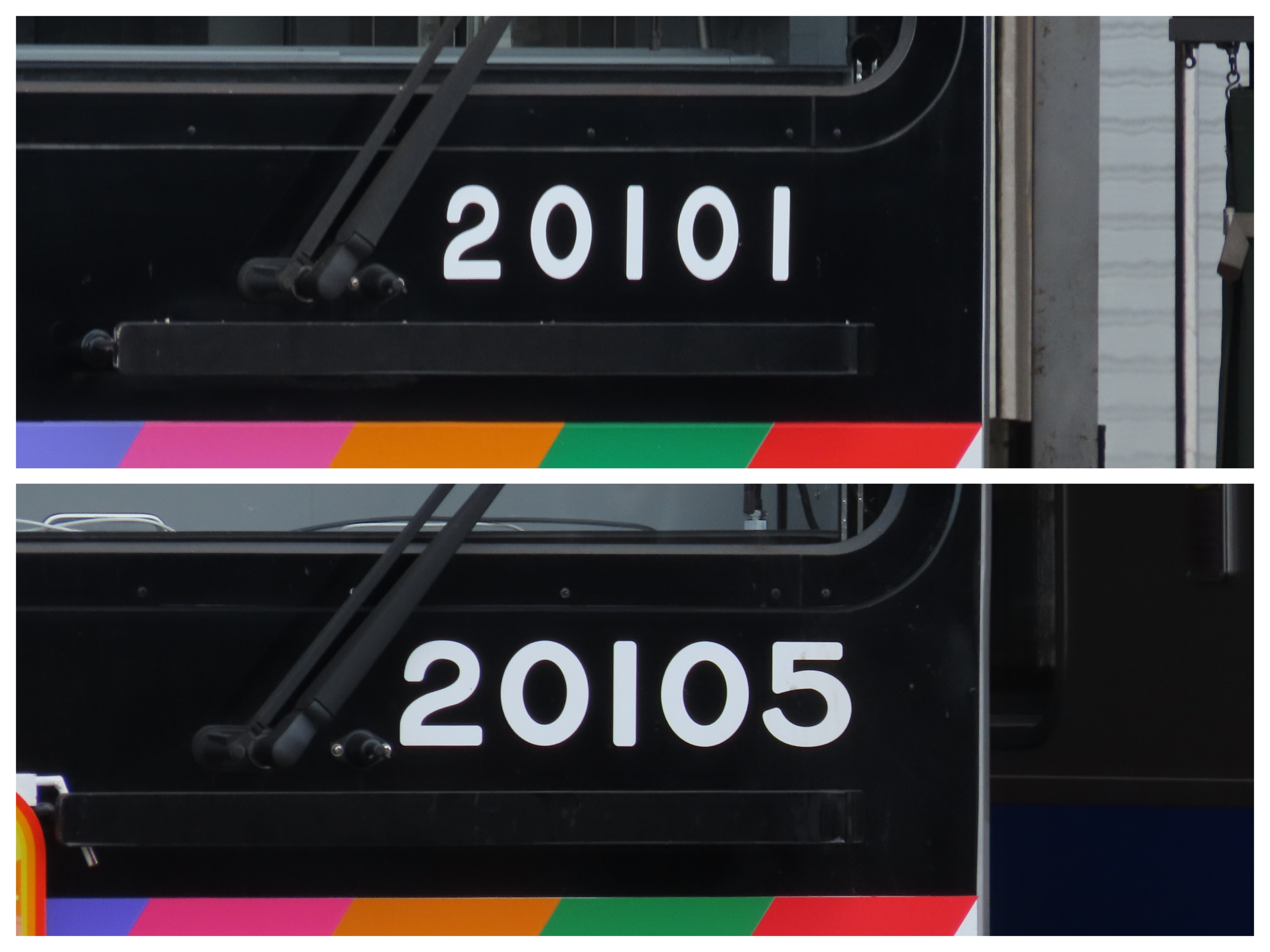
前面車番書体の差異。20105の書体はその後3000形と同じものへ変更されている

### 内装
内装は壁面の化粧板を新調し、座席モケットは緑色のものに、床材は木目調のものにそれぞれ交換された。天井に行先や次の駅名などを表示する29インチワイドの液晶モニターを1両当たり6台枕木方向に配置した。液晶モニターをドア上鴨居部への設置ではなく天井から吊り下げた理由は、「ドア上に取り付けると角度の問題で画面が見にくくなるため」という。ワンマン運転用の車内確認用カメラに加えて、防犯カメラを1両当たり3台設置。新型コロナウイルス感染拡大防止のため、プラズマクラスターイオン発生装置を1両当たり4台設置されている。また、各側扉は押しボタン式の半自動ドアに改造されている。
なお、モハは元20050型、クハは元20000型であるため、ラインフローファン整風板の形状が異なっている。
乗務員室の運転台はT字型ワンハンドルマスコンを新設した。ドア開閉スイッチなどのワンマン運転に必要な機器類も運転台周りに集約されている。室内には東武鉄道時代の車両番号プレートも設置されており、車外から見ることができる。

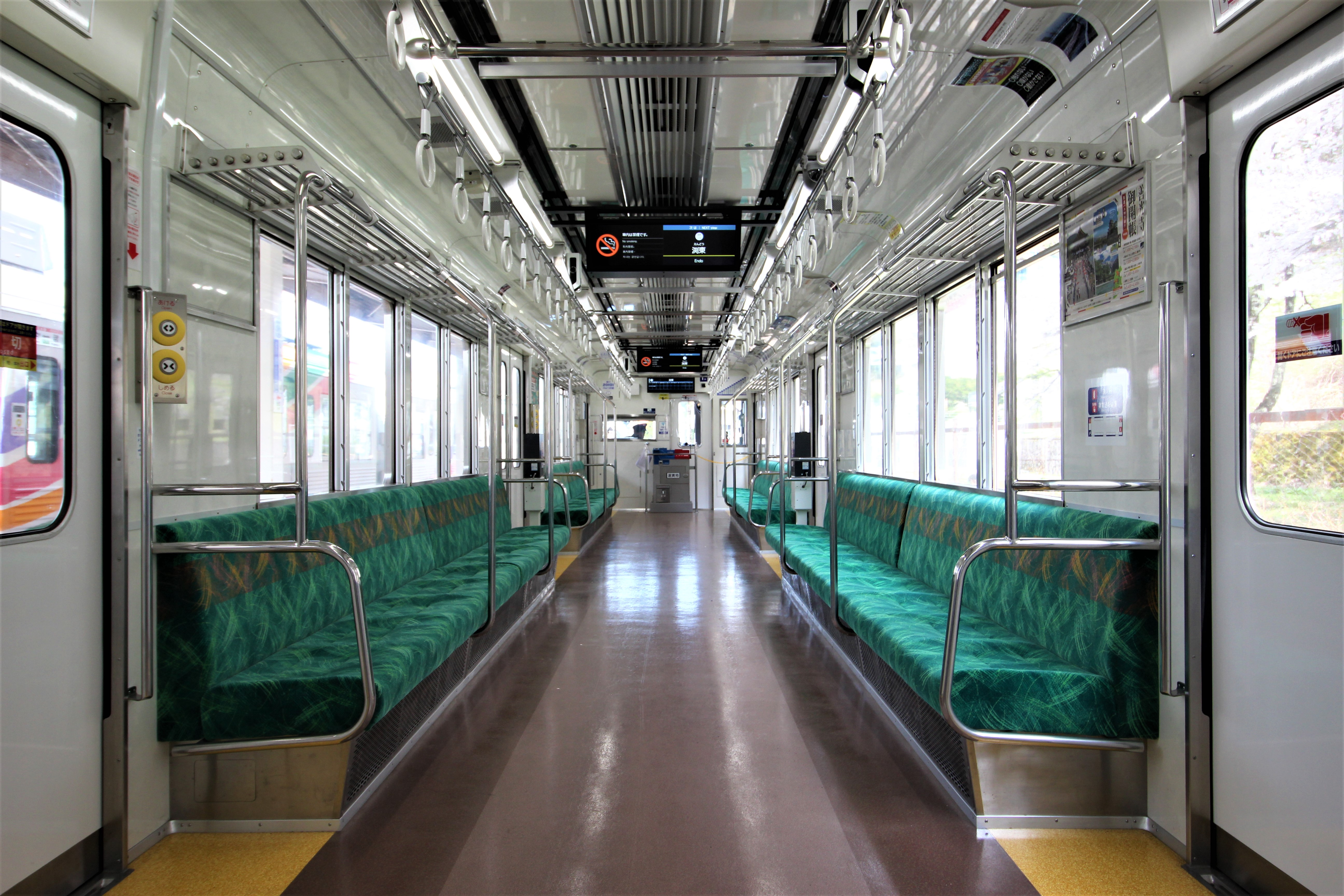
車内
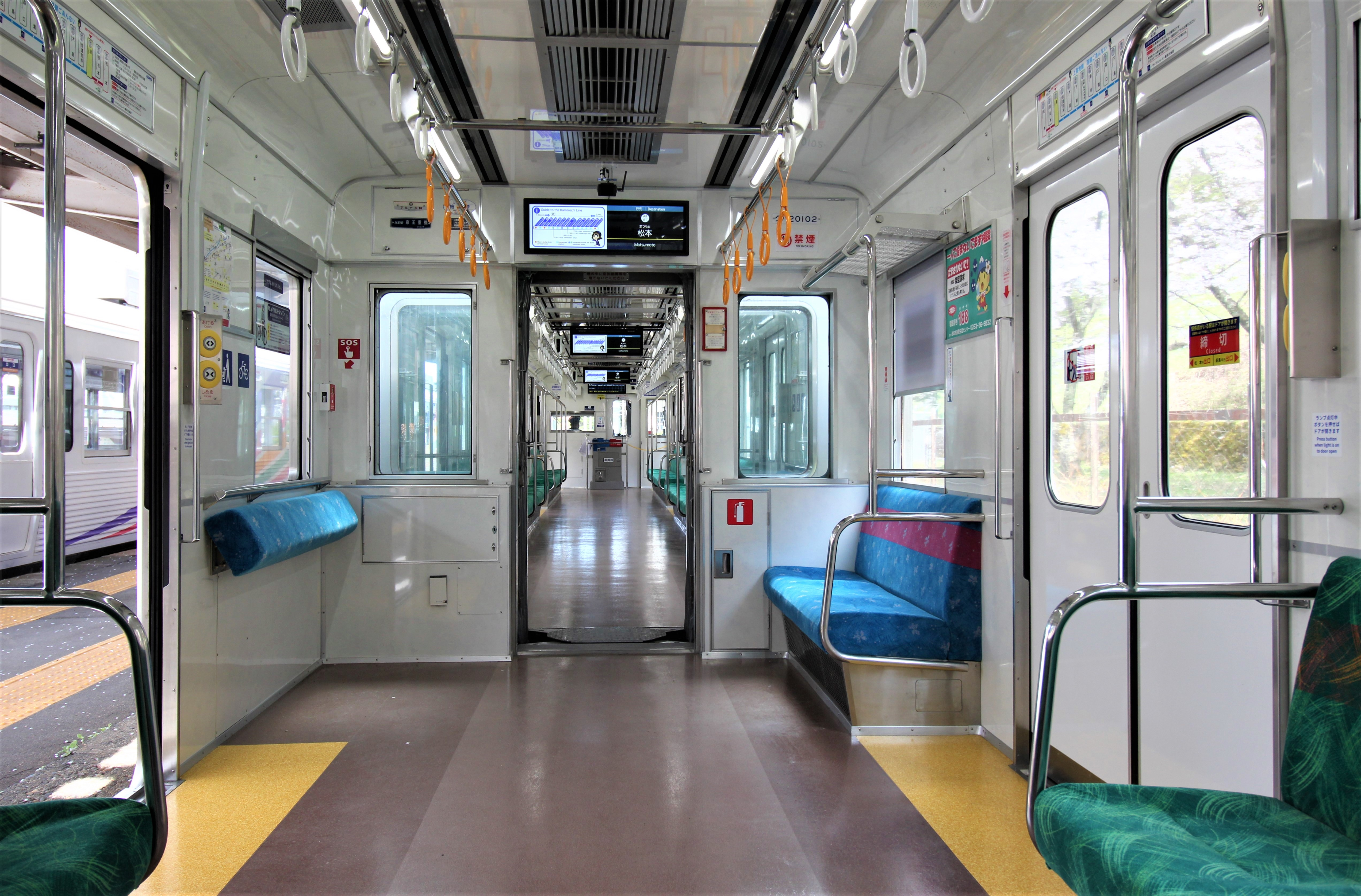
優先席
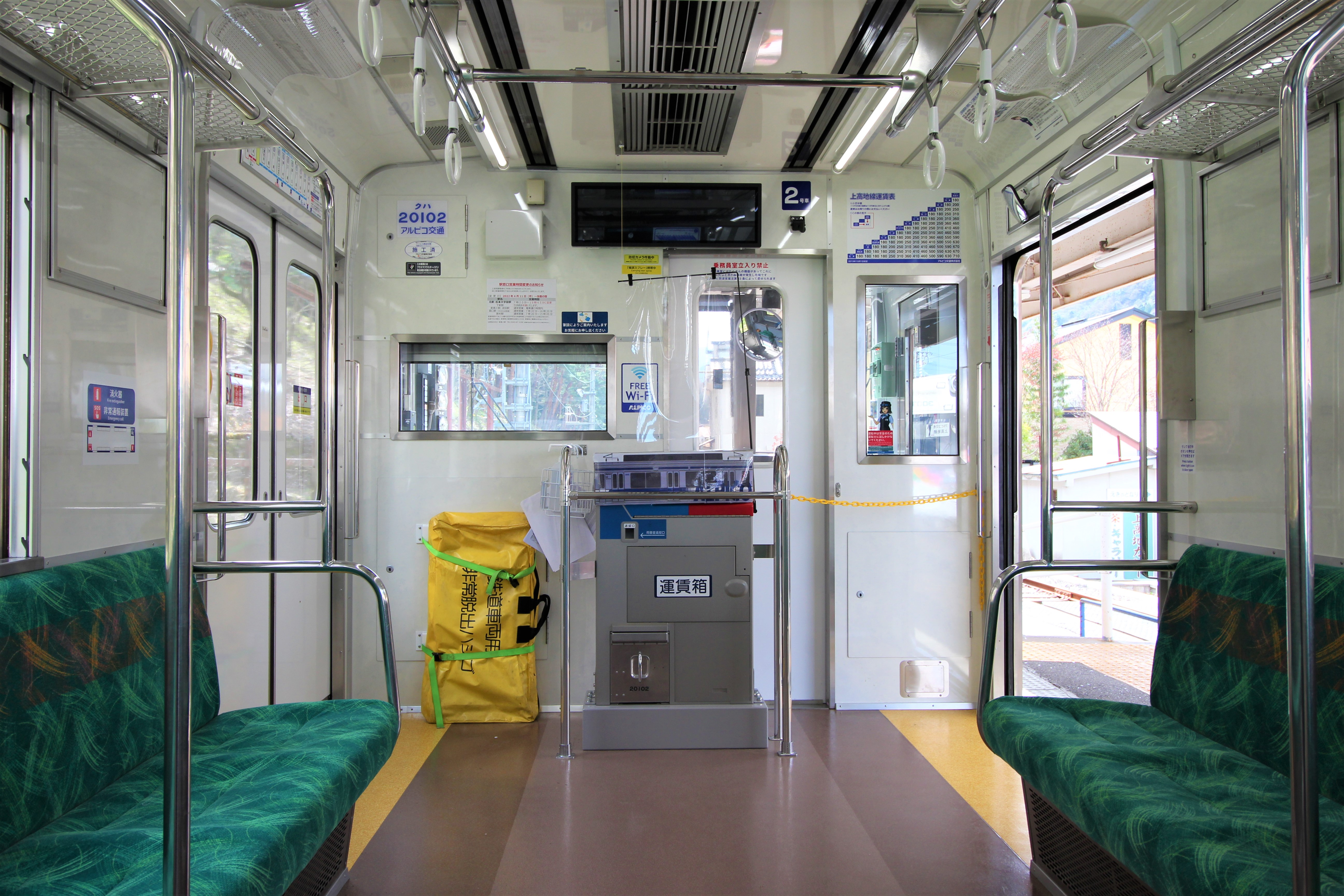
運賃箱
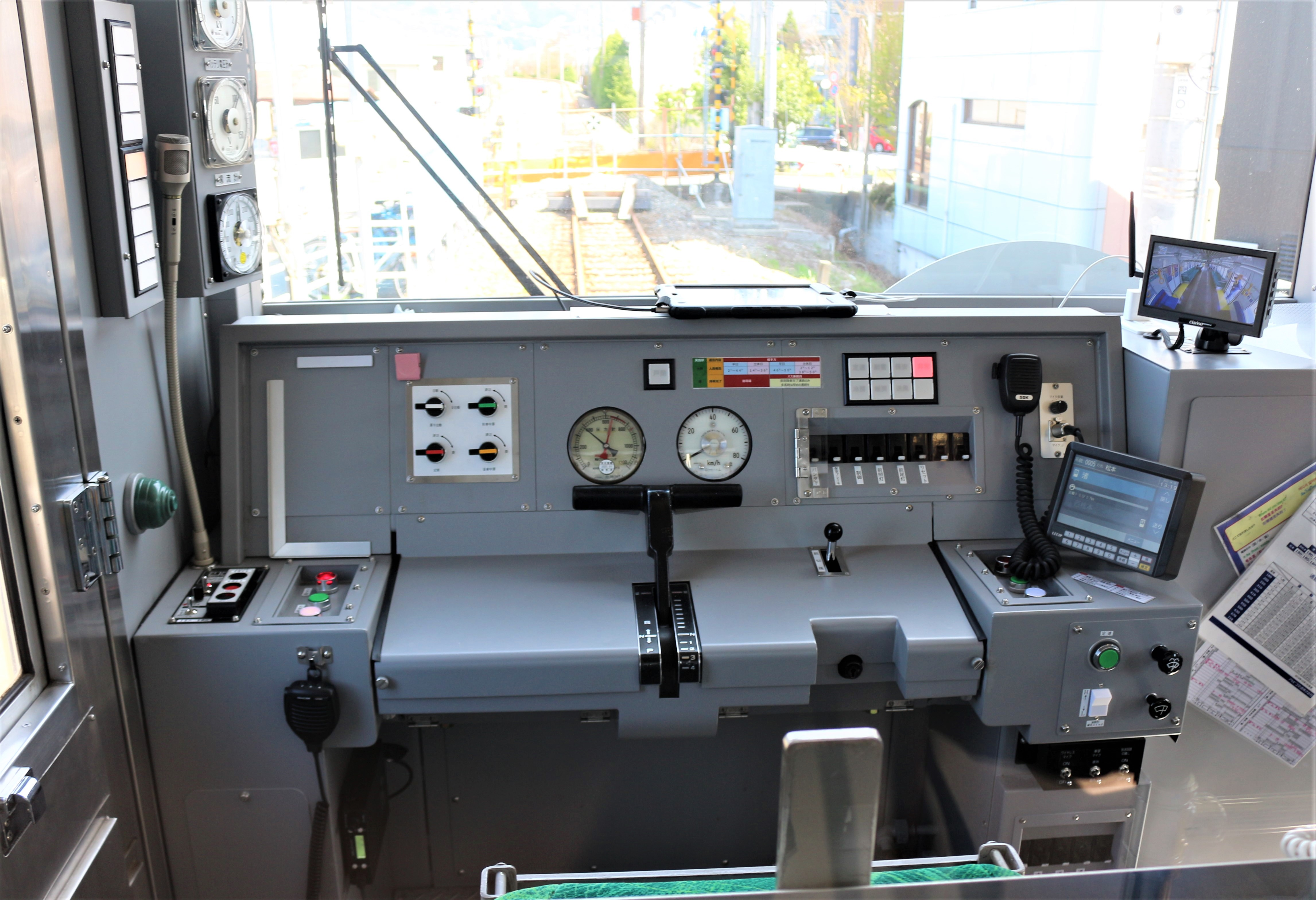
運転台
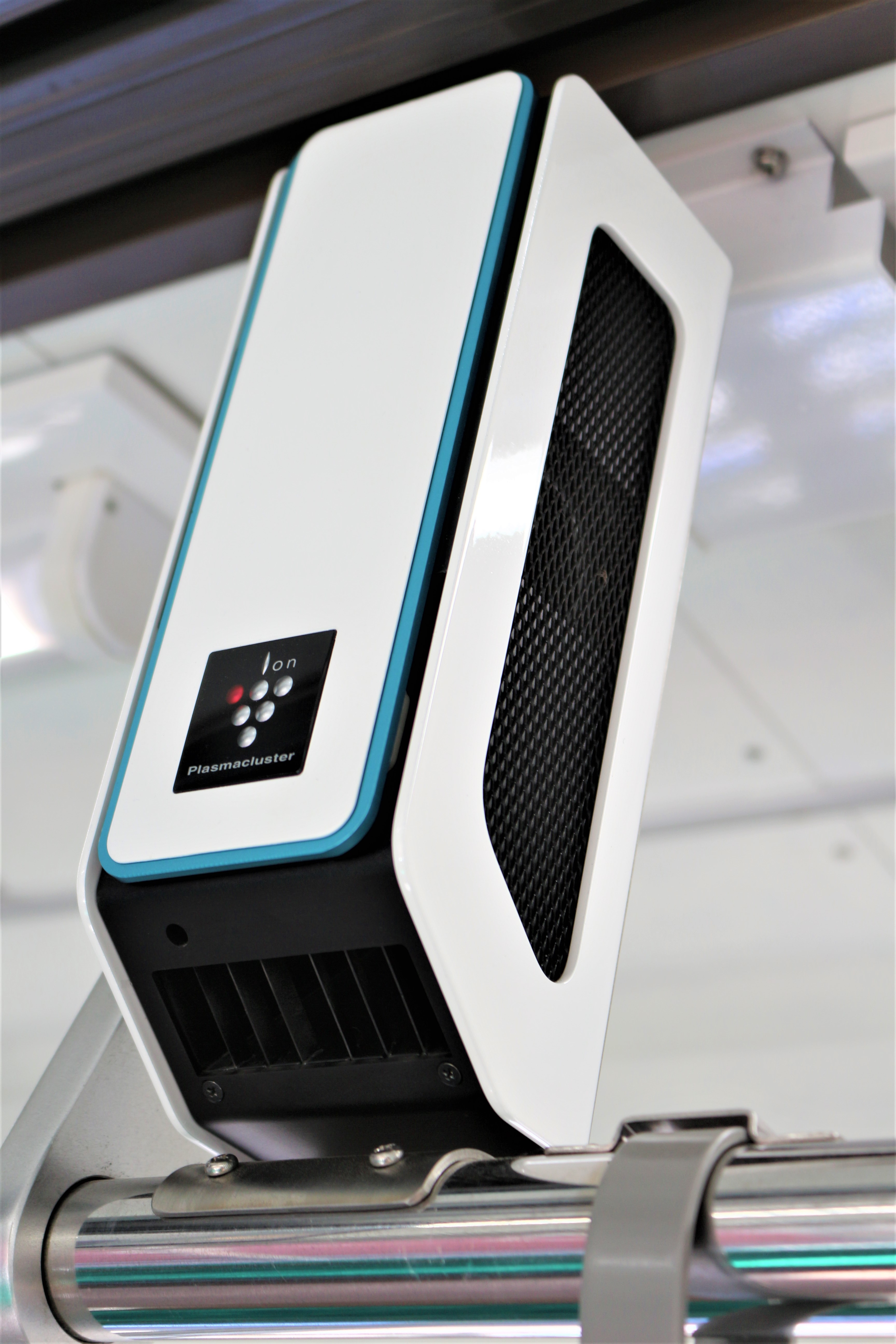
プラズマクラスターイオン発生装置
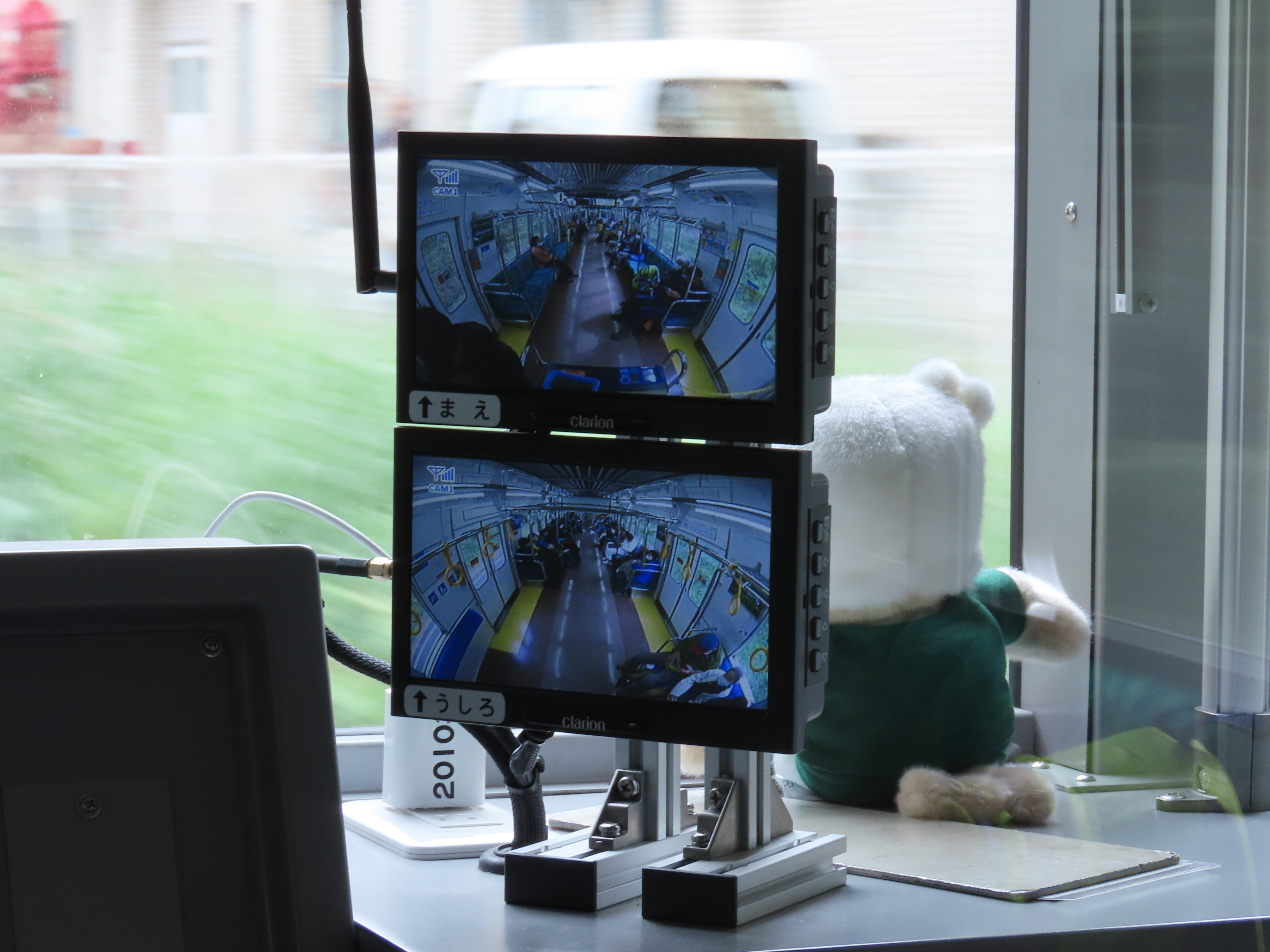
防犯カメラモニター

### 制御機器
アルピコ交通では初となるVVVFインバータ制御であり、制御装置は東洋電機製造製のIGBT素子VVVFインバータ装置を新調した。装置は耐寒・耐雪仕様となっており、性能的にはJR東日本E129系電車やしなの鉄道SR1系電車などと同等である。
補助電源装置も同様に東洋電機製造製のIGBT素子による静止形インバータ（SIV）で、出力電圧は三相交流220V、定格容量は85kVAである。

## 編成表
| 形式 | 形式    | ← 新島々松本 →          | ← 新島々松本 →          | 営業運転開始日 | 備考                      |
| 形式 | 形式    | クハ20100 (CT1)         | モハ20100 (CM1)         | 営業運転開始日 | 備考                      |
| 機器 | 機器    | < > SIV,CP              | > VVVF                  |                |                           |
| 編成 | 第1編成 | クハ20102 （モハ24803） | モハ20101 （モハ25853） | 2022年3月25日  |                           |
| 編成 | 第2編成 | クハ20104 （モハ26803） | モハ20103 （モハ25854） | 2023年3月18日  |                           |
| 編成 | 第3編成 | クハ20106 (モハ24804)   | モハ20105 (モハ25855)   | 2024年3月16日  | 2代目なぎさTRAIN          |
| 編成 | 第4編成 | クハ20108 (モハ26804)   | モハ20107 (モハ25856)   | 2025年3月23日  | TOBU×ALPICOコラボトレイン |

- VVVF：VVVFインバータ装置
- SIV：補助電源装置（静止型インバータ）
- CP：空気圧縮機
- < >：シングルアームパンタグラフを2基搭載
- > ：シングルアームパンタグラフ（霜取り用）を1基搭載
- （ ）内は東武鉄道時代の車両番号。